# The Stanley Parable
The Stanley Parable és un drama interactiu i videojoc contemplatiu dissenyat i escrit pels desenvolupadors americans Davey Wreden i William Pugh. El joc va ser publicat el 31 de juliol de 2011 com a modificació gratuita del Half-Life 2 per Wreden. Juntament amb Pugh, Wreden més tard publicà una nova versió independent utilitzant el motor source dins la companyia Galactic Cafe Studio. El remake va incloure elements narratius nous i gràfics actualitzats. Va ser anunciat i aprovat via Steam Greenlight l'any 2012, i va ser publicat el 17 d'octubre de 2013, per a Microsoft Windows. Actualitzacions posteriors afegiren suport per a OS X el 19 de desembre de 2013, i per a Linux el 9 de setembre de 2015.
El joc requereix guiar un personatge anomenat Stanley mentre la veu de l'actor britànic Kevan Brighting ens va narrant el que succeeix. A mesura que avancem en la història, hem de prendre decisions, amb les quals podem contradir les paraules del narrador, que haurà de modificar la seva narració en concordança. Aquestes decisions portaran a diversos finals, moment en què la història es reiniciarà. Tant la versió original com la independent han rebut l'elogi de crítica i públic, que valoren l'estil i els girs en els comentaris del narrador depenent de les eleccions del jugador.
Una edició ampliada anomenada The Stanley Parable: Ultra Deluxe està programada per a la seva publicació l'any 2021. Estarà disponible en videoconsoles i afegirà contingut addicional.